# Askon Jakymiwka
Askon Jakymiwka (ukr. Футбольний клуб «Аскон» Якимівка, Futbolnyj Kłub "Askon" Jakymiwka) – ukraiński klub piłkarski z siedzibą w Jakymiwce, w obwodzie zaporoskim.

## Historia
Chronologia nazw:
- 19??—19??: Kołos Jakymiwka (ukr. «Колос» Якимівка)
- 19??—19??: Dorożnyk Jakymiwka (ukr. «Дорожник» Якимівка)
- 19??—19??: Rotor Jakymiwka (ukr. «Ротор» Якимівка)
- ????—...: Askon Jakymiwka (ukr. «Аскон» Якимівка)

Drużyna piłkarska Kołos Jakymiwka została założona w miejscowości Jakymiwka w XX wieku i reprezentowała miejscowy kołchoz "Znamia Lenina". Zespół występował w rozgrywkach mistrzostw i Pucharu obwodu zaporoskiego. W sezonie 1967/68 debiutował w rozgrywkach Pucharu ZSRR. W 1968 startował w Klasie B, 1 strefie ukraińskiej Mistrzostw ZSRR, w której zajął 11. miejsce, a w następnym sezonie 6. miejsce. W 1970 w wyniku reorganizacji systemu lig ZSRR klub pożegnał się z rozgrywkami na szczeblu profesjonalnym. Potem kontynuował występy w rozgrywkach Mistrzostw i Pucharu obwodu i rejonu. Nazywał się potem Dorożnyk Jakymiwka i Rotor Jakymiwka. Obecnie występuje pod nazwą Askon Jakymiwka i reprezentuje miejscowe prywatne przedsiębiorstwo o identycznej nazwie "Askon".

## Sukcesy
- Klasa B, 2 strefa ukraińska:

6. miejsce: 1969
- Puchar ZSRR:

1/256 finału: 1967/68